# Rally d'Argentina 2001
Il Rally d'Argentina 2001, ufficialmente denominato 21º Rally Argentina, è stata la quinta prova del campionato del mondo rally 2001 nonché la ventunesima edizione del Rally d'Argentina e la diciannovesima con valenza mondiale.

## Riepilogo
La manifestazione si è svolta dal 3 al 6 maggio sugli sterrati che attraversano gli altopiani e le zone montuose della Provincia di Córdoba, nella parte centro-settentrionale del paese sudamericano.
L'evento è stato vinto dal britannico Colin McRae, navigato dal connazionale Nicky Grist, al volante di una Ford Focus RS WRC 01 della squadra Ford Motor Co. Ltd., davanti alla coppia formata dai connazionali Richard Burns e Robert Reid, su Subaru Impreza WRC2001 della scuderia Subaru World Rally Team, e all'equipaggio spagnolo composto da Carlos Sainz e Luis Moya, compagni di squadra dei vincitori.
Gli argentini Gabriel Pozzo e Daniel Stillo, su Mitsubishi Lancer Evo VI del team Top Run, hanno invece conquistato la vittoria nella Coppa FIA piloti gruppo N.

## Dati della prova
| Denominazione ufficiale             | Rally Argentina |
| Edizione N°                         | 21 |
| Tappa N°                            | 5 di 14 |
| Data manifestazione                 | da giovedì 03/05/2001 a domenica 06/05/2001 |
| Sede ospitante                      | Villa Carlos Paz (dipartimento di Punilla, provincia di Córdoba, Argentina) |
| Sede parco assistenza               | Prima frazione: Villa Carlos Paz e La Cumbre (dipartimento di Punilla). Seconda frazione: Santa Rosa de Calamuchita (dipartimento di Calamuchita, provincia di Córdoba) e Villa Carlos Paz. Terza frazione: Mina Clavero (dipartimento di San Alberto, provincia di Córdoba) e Parador Copina, Copina (dipartimento di Punilla). |
| Superficie                          | Terra |
| Iscritti                            | 72 |
| Partiti                             | 65 |
| Arrivati                            | 32 (49,2%) |
| Prove speciali                      | 21 |
| Prova più breve                     | 3,44 km (PS1 e PS2: Complejo Pro Racing) |
| Prova più lunga                     | 29,96 km (PS3: La Falda) |
| Prova più lenta                     | velocità media di 71,22 km/h (PS7: La Cumbre) |
| Prova più veloce                    | velocità media di 121,73 km/h (PS16: Cura Brochero) |
| Lunghezza prove speciali            | 389,58 km (29,1% della distanza totale) |
| Lunghezza complessiva trasferimenti | 947,84 km |
| Distanza totale                     | 1337,42 km |
| Media oraria del vincitore          | velocità media di 90,5 km/h (389,58 km in 4h18'25"3) |

## Itinerario
| Frazione   | Data   | Prova  | Ora    | Nome                                          | Lunghezza | Totale    |  |
| ---------- | ------ | ------ | ------ | --------------------------------------------- | --------- | --------- |  |
| Frazione 1 | 3 mag  | PS1    | 19:15  | Complejo Pro Racing Lane A                    | 3,44 km   | 150,59 km |  |
| Frazione 1 | 3 mag  | PS2    | 19:20  | Complejo Pro Racing Lane B                    | 3,44 km   | 150,59 km |  |
| Frazione 1 | 3 mag  |        | 19:40  | Assistenza – Villa Carlos Paz (20 m)          | –         | 150,59 km |  |
| Frazione 1 | 4 mag  |        | 08:35  | Assistenza – La Cumbre (20 m)                 | –         | 150,59 km |  |
| Frazione 1 | 4 mag  | PS3    | 08:35  | La Falda                                      | 29,96 km  | 150,59 km |  |
| Frazione 1 | 4 mag  | PS4    | 10:40  | Ascochinga 1                                  | 28,83 km  | 150,59 km |  |
| Frazione 1 | 4 mag  |        | 11:24  | Assistenza – La Cumbre (20 m)                 | –         | 150,59 km |  |
| Frazione 1 | 4 mag  | PS5    | 12:08  | Capilla del Monte                             | 23,02 km  | 150,59 km |  |
| Frazione 1 | 4 mag  | PS6    | 12:39  | San Marcos Sierra                             | 9,61 km   | 150,59 km |  |
| Frazione 1 | 4 mag  |        | 13:33  | Assistenza – La Cumbre (20 m)                 | –         | 150,59 km |  |
| Frazione 1 | 4 mag  | PS7    | 14:15  | La Cumbre                                     | 23,46 km  | 150,59 km |  |
| Frazione 1 | 4 mag  | PS8    | 15:08  | Ascochinga 2                                  | 28,83 km  | 150,59 km |  |
| Frazione 1 | 4 mag  |        | 15:52  | Assistenza – La Cumbre (45 m)                 | –         | 150,59 km |  |
|            |        |        |        |                                               |           |           |  |
| Frazione 2 | 5 mag  |        | 08:40  | Assistenza – Santa Rosa de Calamuchita (20 m) | –         | 120,43 km |  |
| Frazione 2 | 5 mag  | PS9    | 09:13  | Santa Rosa de la Calamuchita 1                | 26,10 km  | 120,43 km |  |
| Frazione 2 | 5 mag  | PS10   | 09:59  | San Agustin                                   | 12,65 km  | 120,43 km |  |
| Frazione 2 | 5 mag  | PS11   | 10:57  | Amboy 1                                       | 17,48 km  | 120,43 km |  |
| Frazione 2 | 5 mag  |        | 11:40  | Assistenza – Santa Rosa de Calamuchita (20 m) | –         | 120,43 km |  |
| Frazione 2 | 5 mag  | PS12   | 12:16  | Santa Rosa de la Calamuchita 2                | 26,10 km  | 120,43 km |  |
| Frazione 2 | 5 mag  | PS13   | 12:59  | Las Bajadas                                   | 16,42 km  | 120,43 km |  |
| Frazione 2 | 5 mag  | PS14   | 13:42  | Amboy 2                                       | 17,48 km  | 120,43 km |  |
| Frazione 2 | 5 mag  |        | 14:10  | Assistenza – Santa Rosa de Calamuchita (20 m) | –         | 120,43 km |  |
| Frazione 2 | 5 mag  | PS15   | 16:18  | Camping General San Martin                    | 4,20 km   | 120,43 km |  |
| Frazione 2 | 5 mag  |        | 16:58  | Assistenza – Villa Carlos Paz (45 m)          | –         | 120,43 km |  |
|            |        |        |        |                                               |           |           |  |
| Frazione 3 | 6 mag  |        | 08:30  | Assistenza – Mina Clavero (20 m)              | –         | 118,56 km |  |
| Frazione 3 | 6 mag  | PS16   | 09:06  | Cura Brochero                                 | 13,63 km  | 118,56 km |  |
| Frazione 3 | 6 mag  | PS17   | 09:47  | El Mirador 1                                  | 20,65 km  | 118,56 km |  |
| Frazione 3 | 6 mag  |        | 10:16  | Assistenza – Mina Clavero (20 m)              | –         | 118,56 km |  |
| Frazione 3 | 6 mag  | PS18   | 11:21  | Chamico                                       | 24,60 km  | 118,56 km |  |
| Frazione 3 | 6 mag  | PS19   | 12:05  | El Mirador 2                                  | 20,65 km  | 118,56 km |  |
| Frazione 3 | 6 mag  |        | 12:34  | Assistenza – Mina Clavero (20 m)              | –         | 118,56 km |  |
| Frazione 3 | 6 mag  | PS20   | 13:48  | Mina Clavero                                  | 22,26 km  | 118,56 km |  |
| Frazione 3 | 6 mag  | PS21   | 14:35  | El Condor                                     | 16,77 km  | 118,56 km |  |
| Frazione 3 | 6 mag  |        | 14:59  | Assistenza – Parador Copina (Copina) (20 m)   | –         | 118,56 km |  |
| Totale     | Totale | Totale | Totale | Totale                                        | Totale    | 389,58 km |  |

## Risultati

### Classifica
| Pos.                      | Nº       | Pilota               | Copilota           | Auto                          | Squadra                      | Classe     | Tempo     | Distacco | Punti    |
| Generale                  | Generale | Generale             | Generale           | Generale                      | Generale                     | Generale   | Generale  | Generale | Generale |
| ------------------------- | -------- | -------------------- | ------------------ | ----------------------------- | ---------------------------- | ---------- | --------- | -------- | -------- |
| 1.                        | 4        | Colin McRae          | Nicky Grist        | Ford Focus RS WRC 01          | Ford Motor Co. Ltd.          | WRC        | 4h18'25"3 | –        | 10       |
| 2.                        | 5        | Richard Burns        | Robert Reid        | Subaru Impreza WRC2001        | Subaru World Rally Team      | WRC        | 4h18'52"2 | +26"9    | 6        |
| 3.                        | 3        | Carlos Sainz         | Luis Moya          | Ford Focus RS WRC 01          | Ford Motor Co. Ltd.          | WRC        | 4h20'11"7 | +1'46"4  | 4        |
| 4.                        | 7        | Tommi Mäkinen        | Risto Mannisenmäki | Mitsubishi Lancer Evo 6.5     | Marlboro Mitsubishi Ralliart | WRC        | 4h21'37"9 | +3'12"6  | 3        |
| 5.                        | 6        | Petter Solberg       | Phil Mills         | Subaru Impreza WRC2001        | Subaru World Rally Team      | WRC        | 4h22'12"3 | +3'47"0  | 2        |
| 6.                        | 8        | Freddy Loix          | Sven Smeets        | Mitsubishi Carisma GT Evo 6.5 | Marlboro Mitsubishi Ralliart | WRC        | 4h24'05"4 | +5'40"1  | 1        |
| 7.                        | 17       | François Delecour    | Daniel Grataloup   | Ford Focus RS WRC 01          | Ford Motor Co. Ltd.          | WRC        | 4h24'36"2 | +6'10"9  | -        |
| 8.                        | 18       | Toshihiro Arai       | Glenn Macneall     | Subaru Impreza WRC2001        | Subaru World Rally Team      | WRC        | 4h29'21"0 | +10'55"7 | -        |
| 9.                        | 10       | Alister McRae        | David Senior       | Hyundai Accent WRC2           | Hyundai Castrol WRT          | WRC        | 4h32'24"2 | +13'58"9 | -        |
| 10.                       | 21       | Gabriel Pozzo        | Daniel Stillo      | Mitsubishi Lancer Evo VI      | Top Run                      | N4 / Gr. N | 4h38'40"4 | +20'15"1 | -        |
| Coppa FIA piloti gruppo N |          |                      |                    |                               |                              |            |           |          |          |
| 1. (10.)                  | 21       | Gabriel Pozzo        | Daniel Stillo      | Mitsubishi Lancer Evo VI      | Top Run                      | N4 / Gr. N | 4h38'40"4 | –        | 10       |
| 2. (11.)                  | 20       | Gustavo Trelles      | Jorge del Buono    | Mitsubishi Lancer Evo VI      | -                            | N4 / Gr. N | 4h40'45"5 | +2'05"1  | 6        |
| 3. (12.)                  | 24       | Roberto Sanchez      | Edgardo Galindo    | Subaru Impreza WRX            | -                            | N4 / Gr. N | 4h44'34"5 | +5'54"1  | 4        |
| 4. (13.)                  | 39       | Luis Pérez Companc   | José Maria Volta   | Mitsubishi Lancer Evo VI      | -                            | N4 / Gr. N | 4h49'49"6 | +11'09"2 | 3        |
| 5. (14.)                  | 27       | Esteban Goldenhersch | Fabian Cretu       | Subaru Impreza WRX            | -                            | N4 / Gr. N | 4h49'56"4 | +11'16"0 | 2        |
| 6. (15.)                  | 28       | Federico Villagra    | Javier Villagra    | Mitsubishi Lancer Evo VI      | -                            | N4 / Gr. N | 4h51'52"2 | +13'11"8 | 1        |

| Principali ritiri | Principali ritiri | Principali ritiri | Principali ritiri | Principali ritiri      | Principali ritiri   | Principali ritiri | Principali ritiri                  | Principali ritiri |
| PS                | Nº                | Pilota            | Copilota          | Auto                   | Squadra             | Classe            | Causa                              | Pos. rit.         |
| ----------------- | ----------------- | ----------------- | ----------------- | ---------------------- | ------------------- | ----------------- | ---------------------------------- | ----------------- |
| PS 7              | 16                | Harri Rovanperä   | Risto Pietiläinen | Peugeot 206 WRC (2000) | Peugeot Total       | WRC               | Sospensione                        | 5º                |
| PS 11             | 11                | Armin Schwarz     | Manfred Hiemer    | Škoda Octavia WRC Evo2 | Škoda Motorsport    | WRC               | Incidente durante il trasferimento | 13º               |
| PS 11             | 12                | Bruno Thiry       | Stéphane Prévot   | Škoda Octavia WRC Evo2 | Škoda Motorsport    | WRC               | Incidente durante il trasferimento | 10º               |
| PS 18             | 1                 | Marcus Grönholm   | Timo Rautiainen   | Peugeot 206 WRC (2000) | Peugeot Total       | WRC               | Frizione                           | 6º                |
| PS 20             | 2                 | Didier Auriol     | Denis Giraudet    | Peugeot 206 WRC (2000) | Peugeot Total       | WRC               | Sospensione                        | 8º                |
| PS 20             | 9                 | Kenneth Eriksson  | Staffan Parmander | Hyundai Accent WRC2    | Hyundai Castrol WRT | WRC               | Ruota persa                        | 9º                |

Legenda

Pos. = posizione; Nº = numero di gara; PS = prova speciale; Pos. rit. = posizione detenuta prima del ritiro.
| Icona | Classe                                                                                                 |
| ----- | --- |
| WRC   | Equipaggio di classe A8 (World Rally Car) che può conquistare punti per il campionato costruttori.     |
| WRC   | Equipaggio di classe A8 (World Rally Car) che non può conquistare punti per il campionato costruttori. |
| Gr. N | Equipaggio registrato alla Coppa FIA piloti gruppo N.                                                  |
| S1600 | Equipaggio registrato alla Coppa FIA piloti Super 1600.                                                |
| TC    | Equipaggio registrato alla Coppa FIA squadre (FIA Team Cup).                                           |
|       | Ulteriori classificazioni.                                                                             |

### Prove speciali
| Frazione   | Data  | Prova | Ora   | Nome                           | Lunghezza | Vincitori                        | Tempo   | Velocità media | Leader del rally        |
| ---------- | ----- | ----- | ----- | ------------------------------ | --------- | -------------------------------- | ------- | -------------- | ----------------------- |
| Frazione 1 | 3 mag | PS1   | 19:15 | Complejo Pro Racing Lane A     | 3,44 km   | Colin McRae Nicky Grist          | 2'27"9  | 83,7 km/h      | Colin McRae Nicky Grist |
| Frazione 1 | 3 mag | PS2   | 19:20 | Complejo Pro Racing Lane B     | 3,44 km   | Colin McRae Nicky Grist          | 2'25"1  | 85,3 km/h      | Colin McRae Nicky Grist |
| Frazione 1 | 4 mag | PS3   | 08:35 | La Falda                       | 29,96 km  | Colin McRae Nicky Grist          | 22'34"1 | 79,7 km/h      | Colin McRae Nicky Grist |
| Frazione 1 | 4 mag | PS4   | 10:40 | Ascochinga 1                   | 28,83 km  | Colin McRae Nicky Grist          | 18'39"9 | 92,7 km/h      | Colin McRae Nicky Grist |
| Frazione 1 | 4 mag | PS5   | 12:08 | Capilla del Monte              | 23,02 km  | Colin McRae Nicky Grist          | 17'09"1 | 80,5 km/h      | Colin McRae Nicky Grist |
| Frazione 1 | 4 mag | PS6   | 12:39 | San Marcos Sierra              | 9,61 km   | Richard Burns Robert Reid        | 6'33"6  | 87,9 km/h      | Colin McRae Nicky Grist |
| Frazione 1 | 4 mag | PS7   | 14:15 | La Cumbre                      | 23,46 km  | Carlos Sainz Luis Moya           | 19'45"8 | 71,2 km/h      | Colin McRae Nicky Grist |
| Frazione 1 | 4 mag | PS8   | 15:08 | Ascochinga 2                   | 28,83 km  | Colin McRae Nicky Grist          | 18'24"2 | 94,0 km/h      | Colin McRae Nicky Grist |
|            |       |       |       |                                |           |                                  |         |                | Colin McRae Nicky Grist |
| Frazione 2 | 5 mag | PS9   | 09:13 | Santa Rosa de la Calamuchita 1 | 26,10 km  | Richard Burns Robert Reid        | 15'22"6 | 101,8 km/h     | Colin McRae Nicky Grist |
| Frazione 2 | 5 mag | PS10  | 09:59 | San Agustin                    | 12,65 km  | Colin McRae Nicky Grist          | 9'19"2  | 81,4 km/h      | Colin McRae Nicky Grist |
| Frazione 2 | 5 mag | PS11  | 10:57 | Amboy 1                        | 17,48 km  | Richard Burns Robert Reid        | 9'13"6  | 113,7 km/h     | Colin McRae Nicky Grist |
| Frazione 2 | 5 mag | PS12  | 12:16 | Santa Rosa de la Calamuchita 2 | 26,10 km  | Colin McRae Nicky Grist          | 15'10"4 | 103,2 km/h     | Colin McRae Nicky Grist |
| Frazione 2 | 5 mag | PS13  | 12:59 | Las Bajadas                    | 16,42 km  | Richard Burns Robert Reid        | 8'48"3  | 111,9 km/h     | Colin McRae Nicky Grist |
| Frazione 2 | 5 mag | PS14  | 13:42 | Amboy 2                        | 17,48 km  | Richard Burns Robert Reid        | 9'09"2  | 114,6 km/h     | Colin McRae Nicky Grist |
| Frazione 2 | 5 mag | PS15  | 16:18 | Camping General San Martin     | 4,20 km   | Tommi Mäkinen Risto Mannisenmäki | 3'04"1  | 82,1 km/h      | Colin McRae Nicky Grist |
|            |       |       |       |                                |           |                                  |         |                | Colin McRae Nicky Grist |
| Frazione 4 | 6 mag | PS16  | 09:06 | Cura Brochero                  | 121,7 km  | Tommi Mäkinen Risto Mannisenmäki | 6'43"1  | 92,0 km/h      | Colin McRae Nicky Grist |
| Frazione 4 | 6 mag | PS17  | 09:47 | El Mirador 1                   | 20,65 km  | Marcus Grönholm Timo Rautiainen  | 11'29"5 | 107,8 km/h     | Colin McRae Nicky Grist |
| Frazione 4 | 6 mag | PS18  | 11:21 | Chamico                        | 24,60 km  | Richard Burns Robert Reid        | 17'50"4 | 82,7 km/h      | Colin McRae Nicky Grist |
| Frazione 4 | 6 mag | PS19  | 12:05 | El Mirador 2                   | 20,65 km  | Richard Burns Robert Reid        | 11'25"3 | 108,5 km/h     | Colin McRae Nicky Grist |
| Frazione 4 | 6 mag | PS20  | 13:48 | Mina Clavero                   | 22,26 km  | Colin McRae Nicky Grist          | 18'06"4 | 73,8 km/h      | Colin McRae Nicky Grist |
| Frazione 4 | 6 mag | PS21  | 14:35 | El Condor                      | 16,77 km  | Colin McRae Nicky Grist          | 13'50"3 | 72,7 km/h      | Colin McRae Nicky Grist |

## Classifiche mondiali
Classifica piloti
| Pos. | Pos. | Pilota            | Punti |
| ---- | ---- | ----------------- | ----- |
| 1    |      | Tommi Mäkinen     | 27    |
| 2    |      | Carlos Sainz      | 22    |
| 3    |      | Didier Auriol     | 10    |
| 4    | N    | Colin McRae       | 10    |
| 5    | 1    | Harri Rovanperä   | 10    |
| 6    | 5    | Richard Burns     | 9     |
| 7    | 2    | François Delecour | 9     |
| 8    | 2    | Gilles Panizzi    | 6     |
| 9    | 2    | Thomas Rådström   | 6     |
| 10   | 2    | Toni Gardemeister | 5     |
| 11   | 1    | Freddy Loix       | 5     |
| 12   | 3    | Marcus Grönholm   | 4     |
| 13   | 1    | Armin Schwarz     | 3     |
| 14   |      | Petter Solberg    | 3     |
| 15   | 2    | Alister McRae     | 1     |

Classifica costruttori WRC
| Pos. | Pos. | Squadra                      | Punti |
| ---- | ---- | ---------------------------- | ----- |
| 1    |      | Marlboro Mitsubishi Ralliart | 44    |
| 2    |      | Ford Motor Co. Ltd.          | 36    |
| 3    |      | Peugeot Total                | 20    |
| 4    |      | Subaru World Rally Team      | 16    |
| 5    |      | Hyundai Castrol WRT          | 8     |
| 6    |      | Škoda Motorsport             | 6     |

Legenda: Pos.= Posizione;  N = In classifica per la prima volta.